# Le Grand Pavois
Le Grand Pavois és una pel·lícula francesa dirigida per Jacques Pinoteau el 1954. Fou seleccionada al I Festival Internacional de Cinema de Sant Sebastià.

## Argument
El tinent Favrel (Jean Chevrier), apreciat pels seus homes, deixa la Marina per salvar el seu matrimoni, la seva esposa Simone (Marie Mansart) desitja que treballi com a civil. Però la crida del mar és més forta. De la mateixa manera el jove aprenent Pierre Hardouin (Marc Cassot) dubta entre la seva promesa Madeleine (Nicole Courcel) i la seva feina de mariner.

## Repartiment
- Jean Chevrier: Lt. Jean Favrel
- Marc Cassot: Pierre Hardouin
- Marie Mansart: Simone Favrel
- Nicole Courcel: Madeleine
- Raphaël Patorni: Chéruel
- François Patrice: Derval
- Roger Crouzet: Ferrand
- Jean-Pierre Mocky: Luc, un midship
- Jean Murat: Cdt. Jabert
- Raymond Hermantier: Leduc
- Micheline Gary: Françoise Aubry
- Jean Lanier: Paul Aubry
- Bernard Dhéran: Lucien Barré
- Jean-Marie Bon
- Nicole Besnard: Corinne
- Yves Brainville: Un lieutenant
- André Carnège: Le ministre
- Manuel Gary
- Jean Gaven: Lachenal
- Jacques Richard
- Maurice Sarfati: Un midship
- Michel Vadet
- Roger Bontemps